# Régates Royales de Cannes
Pour les articles homonymes, voir Régate, Royale et Cannes (homonymie).
Les Régates Royales de Cannes sont une série de régates annuelles internationales de voiliers traditionnels de prestige (un des plus importants rassemblements de voiliers traditionnels de course de prestige du monde, avec plus d'une centaine de participants) organisées durant une semaine, fin septembre, par la ville de Cannes, dans la baie de Cannes au large des îles de Lérins, sur la Côte d'Azur, dans les Alpes-Maritimes,.

## Histoire

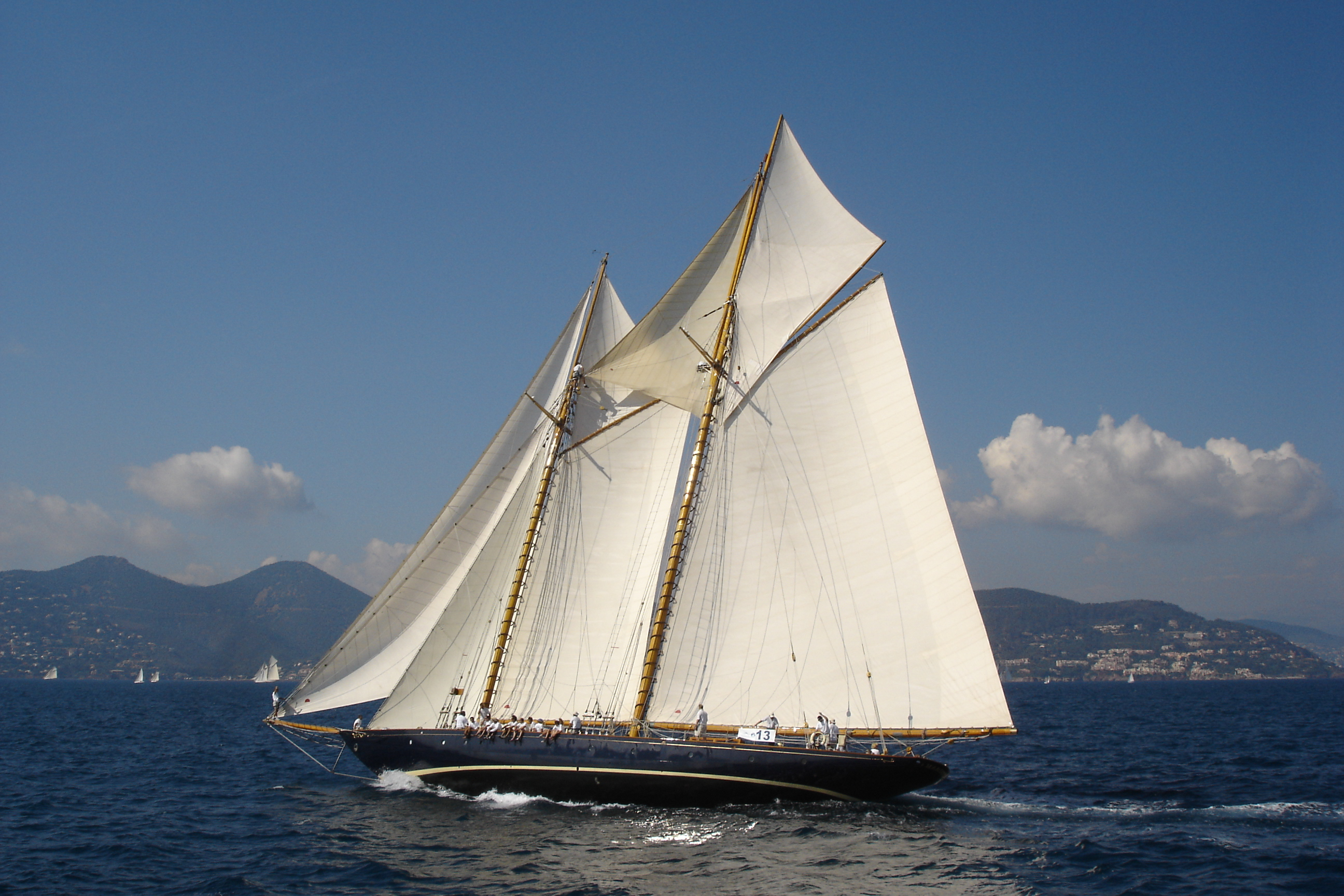
Goélette Mariette (1916)

Cette semaine de régate se déroule quelques jours après le Cannes Yachting Festival, au large de La Croisette, à partir du Vieux-Port de Cannes et du port Pierre-Canto. Cet événement international combine compétition de voiliers et ambiance de fête et de célébration durant une semaine, avec des compétiteurs du monde entier, répartis en différentes classes en fonction de leur taille et de leur type,
Cette régate est créée en 1929 par la Société des Régates Cannoises et par l’International Yacht-Club de Cannes(créé en 1859, un des plus anciens de France) en l'honneur du roi-skipper Christian X de Danemark (1870-1947), avec quelques uns des plus beaux yachts (voiliers) tradionnels du monde. Quelques souverains-skippers passionnés de voile ont participé à ces Régates Royales, dont le prince Henrik de Danemark, le roi George V du Royaume-Uni, ou encore le prince de Galles Édouard VII...

Quelques navires participants
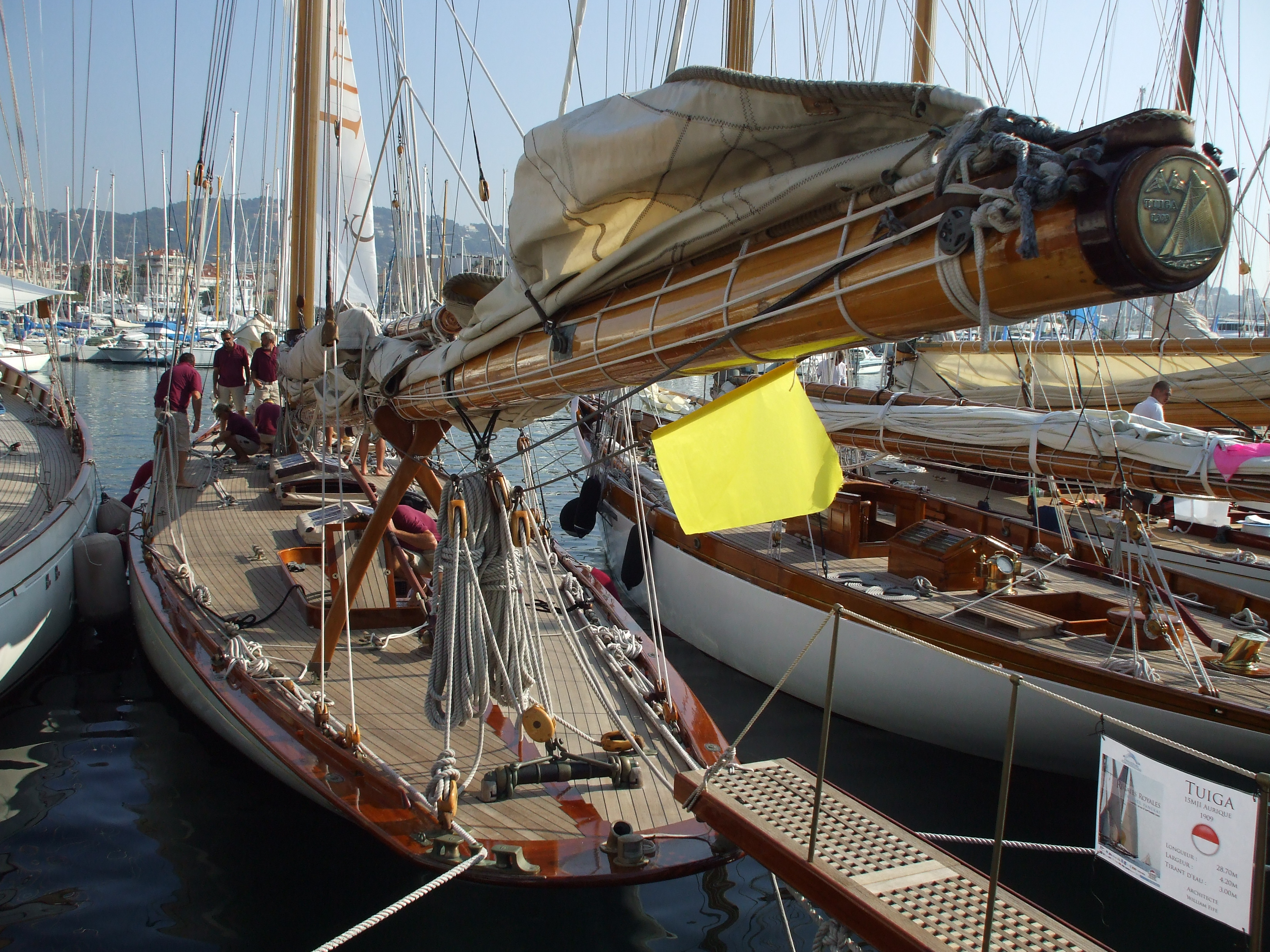
Tuiga (1909)
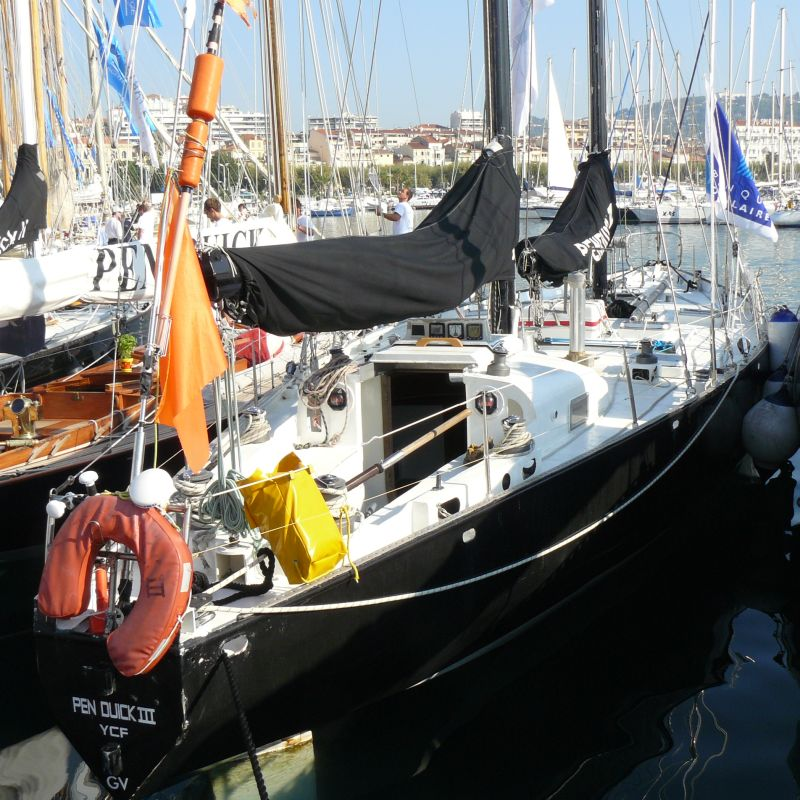
Pen Duick III (1967)
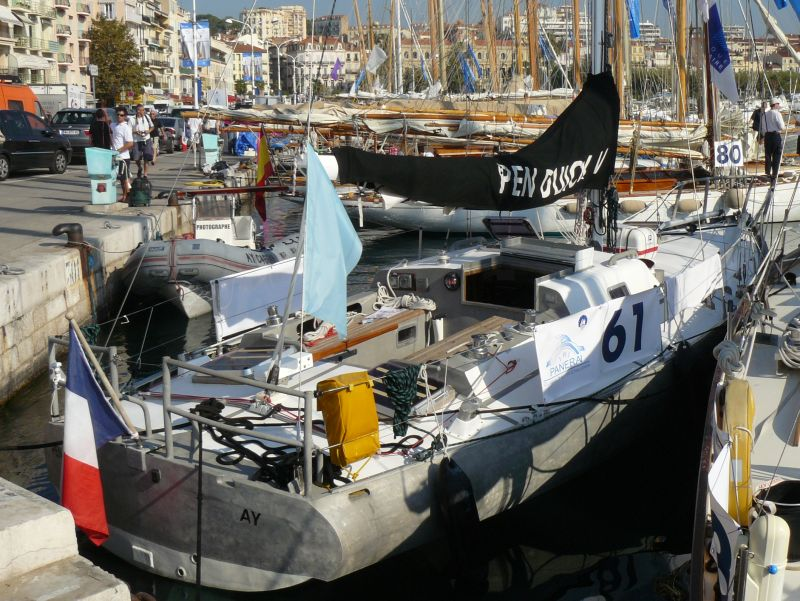
Pen Duick V (1969)
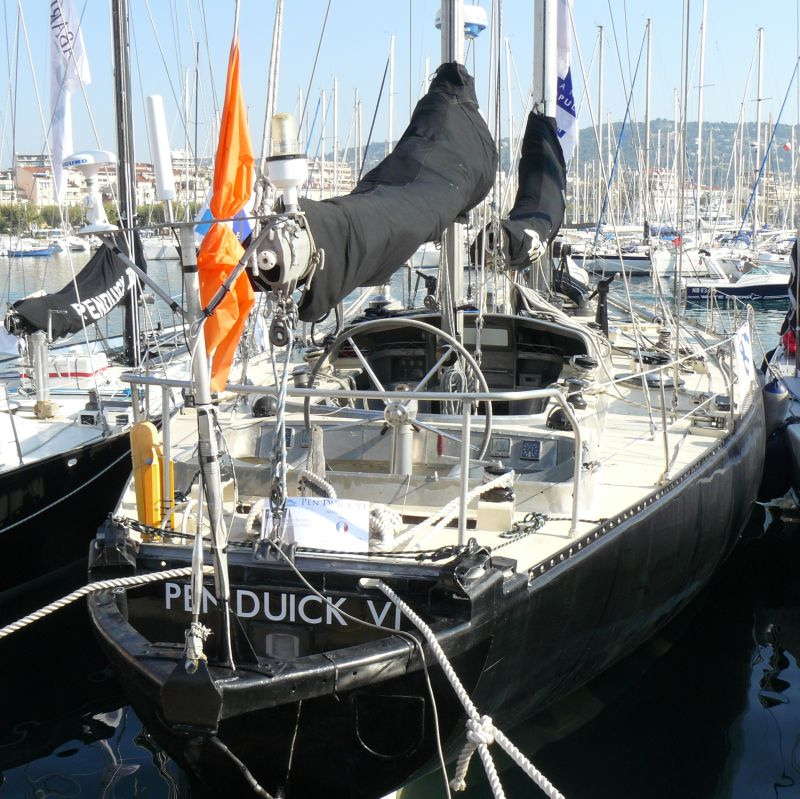
Pen Duick VI (1973)
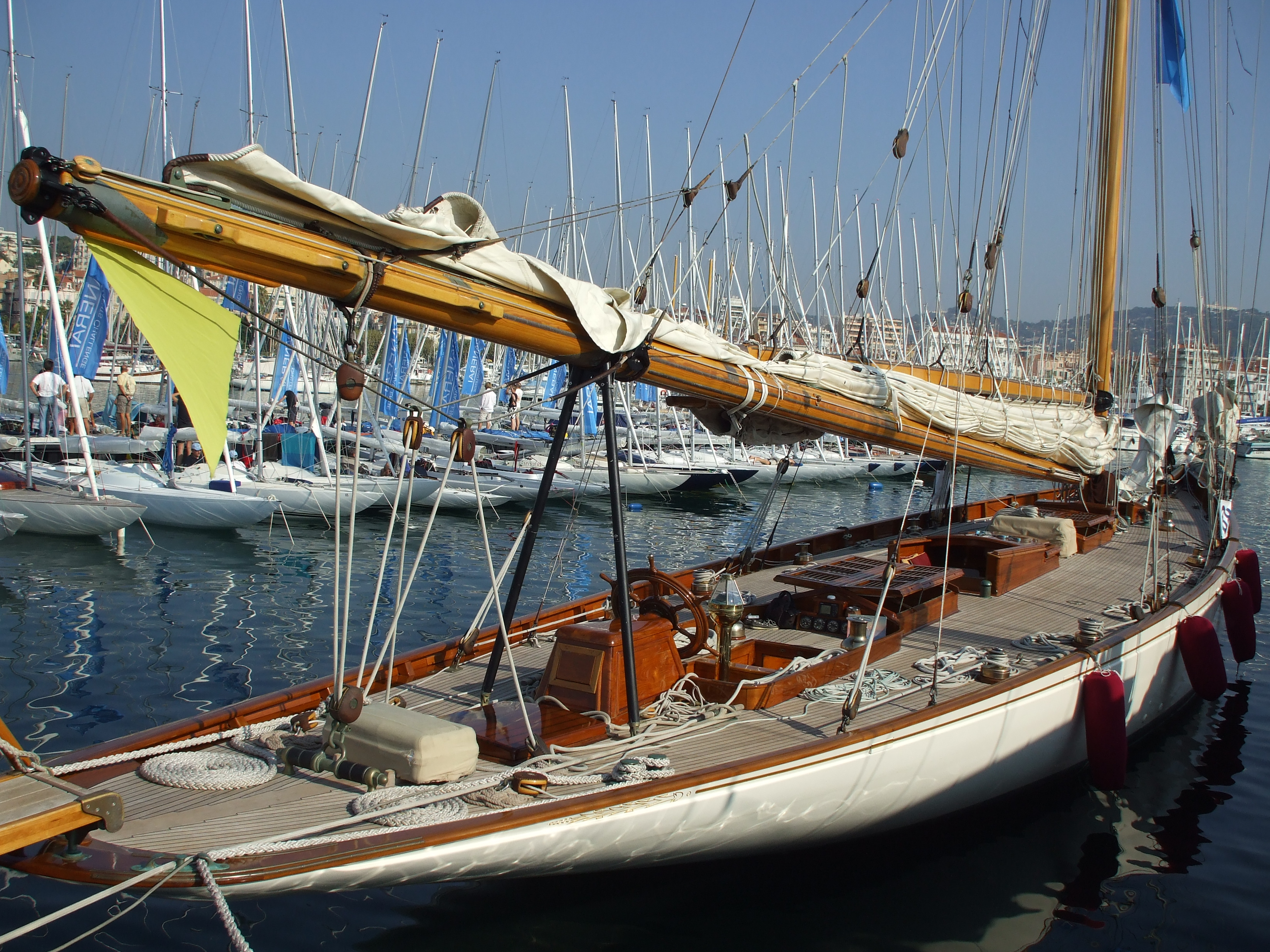
Moonbeam III (1903)

Tombées dans l'oubli dans les années 1960, elles sont relancées en 1978 avec des 6 Metre et 8 Metre (Jauge internationale).

## À ce jour
Ce rendez vous international de voiliers traditionnels de prestige rassemble à ce jour une importante flotte d’une cinquantaine de Dragons et de plus de 80 yachts classiques de tradition (dont quelques-uns âgés de plus d'un siècle) menés « à l’ancienne » dans la tradition du yachting, durant 6 jours d'affrontements en mer (avec entre autres des Tofinou, Star, 5.5 Metre, 6 Metre, 12 Metre, 15 Metre (en), Classe J, cotres, sloops, yawls, goélettes...),,,.